# NGC 57
NGC 57 (również PGC 1037 lub UGC 145) – galaktyka eliptyczna (E), znajdująca się w gwiazdozbiorze Ryb. Została odkryta 8 października 1784 roku przez Williama Herschela.
W galaktyce tej zaobserwowano supernowe SN 2010dq i SN 2011fp.